# Ozorków (Landgemeinde)
Die gmina wiejska Ozorków [ɔˈzɔrkuf] ist eine selbständige Landgemeinde in Polen im Powiat Zgierz in der Woiwodschaft Łódź. Ihr Sitz befindet sich in der Stadt Ozorków. Die Landgemeinde, zu der die Stadt Ozorków selbst nicht gehört, hat eine Fläche von 95,5 km², auf der (Stand: 31. Dezember 2020) 7051 Menschen leben.

## Geographie
Die Landgemeinde liegt im Norden der Woiwodschaft und umfasst die Stadt Ozorków im Westen, Norden und Osten. 78 % des Gemeindegebiets werden landwirtschaftlich genutzt, 13 % sind mit Wald bedeckt.

## Geschichte
Bis 1954 bestanden die Vorgängergemeinden der heutigen Landgemeinde, die Gmina Leśmierz und die Gmina Tkaczew. Von 1975 bis 1998 gehörte die Landgemeinde zur Woiwodschaft Łódź.

## Gemeindegliederung
Die Landgemeinde Ozorków besteht aus folgenden 28 Ortschaften mit Schulzenämtern:
Aleksandria • Boczki • Borszyn • Cedrowice • Cedrowice Parcela • Celestynów • Czerchów • Helenów • Konary • Leśmierz • Małachowice • Małachowice Kolonia • Maszkowice • Muchówka • Modlna • Ostrów • Parzyce • Sierpów • Skotniki • Skromnica • Sokolniki • Sokolniki Parcela • Solca Mała • Solca Wielka • Śliwniki • Tymienica und Wróblew.
Weitere Ortschaften sind die Siedlung Sokolniki Las und die Orte Dybówka • Katarzynów • Opalanki • Pełczyska und Tkaczew.